# Orquestra de Câmara de Detmold
A Orquestra de Câmara de Detmold é uma orquestra de câmara alemã baseada em Detmold. A orquestra foi fundada em 1989 por Eckhard Fischer. Christoph Poppen foi o primeiro diretor da orquestra, começando em 1989. 